# Thaumalea tatrica
Thaumalea tatrica är en tvåvingeart som beskrevs av Vaillant 1969. Thaumalea tatrica ingår i släktet Thaumalea och familjen mätarmyggor. Inga underarter finns listade i Catalogue of Life.